# 1958-as bajnokcsapatok Európa-kupája-döntő
Az 1957–1958-as bajnokcsapatok Európa-kupája (BEK) döntőjét 1958. május 28-án rendezték a brüsszeli Heysel Stadionban. Az összecsapást a címvédő Real Madrid nyerte, miután a bajnokcsapatok Európa-kupája-sorozat első hosszabbítással zárult döntőjében 3–2-re legyőzte az olasz AC Milan csapatát.

## Mérkőzésadatok
| 1958. május 28. |

| Real Madrid                        | 3–2 (h. u.)     | AC Milan                  |
| ---------------------------------- | --------------- | ------------------------- |
| Di Stéfano 74' Rial 79' Gento 107' | (0–0, 2–2, 2–2) | Schiaffino 59' Grillo 78' |

| Heysel Stadion, Brüsszel Nézőszám: 67 000 Játékvezető: Alsteen (belga) |

| Real Madrid | AC Milan |

| REAL MADRID:   |    |                    |
|                |    |                    |
| K              | 1  | Juan Alonso        |
| V              | 2  | Ángel Atienza      |
| V              | 3  | José Santamaría    |
| V              | 4  | Rafael Lesmes      |
| V              | 5  | Juan Santisteban   |
| KP             | 6  | José María Zárraga |
| KP             | 7  | Raymond Kopa       |
| KP             | 8  | Joseíto            |
| KP             | 9  | Alfredo Di Stéfano |
| CS             | 10 | Héctor Rial        |
| CS             | 11 | Francisco Gento    |
| Vezetőedző:    |    |                    |
| Luis Carniglia |    |                    |

| AC MILAN:      |    |                         |
|                |    |                         |
| K              | 1  | Narciso Soldan          |
| V              | 2  | Alfio Fontana           |
| V              | 3  | Cesare Maldini          |
| V              | 4  | Eros Beraldo            |
| V              | 5  | Mario Bergamaschi       |
| KP             | 6  | Luigi Radice            |
| KP             | 7  | Giancarlo Danova        |
| KP             | 8  | Nils Liedholm           |
| KP             | 9  | Juan Alberto Schiaffino |
| CS             | 10 | Ernesto Grillo          |
| CS             | 11 | Ernesto Cucchiaroni     |
| Vezetőedző:    |    |                         |
| Giuseppe Viani |    |                         |

### Statisztika
|                 | Real Madrid | AC Milan |
| --------------- | ----------- | -------- |
| Gól             | 3           | 2        |
| Lövés           | 20          | 17       |
| Kapuralövés     | 14          | 10       |
| Labdabirtoklás  | 75%         | 25%      |
| Szögletarány    | 4           | 3        |
| Szabálytalanság | 5           | 8        |
| Les             | 1           | 4        |
| Sárga lap       | 0           | 0        |
| Kiállítás       | 0           | 0        |

## Lásd még
- 1957–1958-as bajnokcsapatok Európa-kupája

## Külső hivatkozások
- Az 1957–58-as BEK-szezon mérkőzéseinek adatai az rsssf.com (angolul)
- Az 1958-as BEK-döntő részletes ismertetése (angolul)